# حصن با مظفر (يبعث)

تعديل مصدري - تعديل

حصن با مظفر هي إحدى قرى عزلة يبعث بمديرية يبعث التابعة لمحافظة حضرموت، بلغ تعداد سكانها 43 نسمة حسب تعداد اليمن لعام 2004.